# Batalla de Versinicia
La batalla de Versinicia va tenir lloc el 22 de juny del 813, prop de la ciutat del mateix nom (actual Edirne, a la Turquia Europea). Dos anys abans, el 811, Krum, emperador dels búlgars, va derrotar Nicèfor després que aquest fes una ofensiva en territori búlgar. Krum va prendre Debelt, cosa que va obligar l'emperador romà d'Orient, Miquel I Rangabé, a emprendre una campanya contra els búlgars, de la que eren partidaris els monjos estudistes de Constantinoble, ja que la veien com una guerra santa. En el seu atac a Mesèmbria, Krum es va apoderar d'importants quantitats d'or, plata i munició (foc grec). Després va tornar sobre Tràcia i va marxar cap al sud, acampant a Mersinica, prop d'Adrianòpolis. Miquel I va alinear les seves tropes contra els búlgars, però cap dels dos bàndols va atacar durant dues setmanes. Finalment, el 22 de juny del 813 els romans d'Orient van atacar, però foren immediatament posats en fuga. Posteriorment a la batalla les tropes búlgares assetjaren Constantinoble.

## Context històric
L'exèrcit romà d'Orient de l'emperador Nicèfor I havia sigut derrotat pels búlgars en la batalla de Pliska l'any 811, cosa que els va deixar en una situació difícil. L'emperador va morir en combat i el seu fill, Estauraci, (que havia de ser el seu successor), va ser ferit greument i fou deposat a la tardor del mateix any, després d'un cop d'estat. Miquel I Rangabé, el curopalata (majordom de palau) i cunyat d'Estauraci es va proclamar emperador.
Bulgària també havia patit moltes pèrdues humanes i materials durant la campanya de Nicèfor I, i necessitaven temps per reorganitzar-se. A l'any següent van avançar cap a l'interior de Tràcia i la vall del riu Estrímon. Van capturar moltes ciutats i els ciutadans van ser desplaçats cap al nord del riu Danubi en territori búlgar. Aquesta progressió va causar tant de pànic entre la població romana d'Orient de la frontera que van preferir abandonar les ciutats abans de ser atacats. Miquel I va organitzar un exèrcit però quan tot just acabava de sortir de Constantinoble va haver de tornar per fer front a una conspiració.
La tardor del 812 els búlgars van oferir signar un tractat de pau, però l'emperador romà d'Orient va refusar, segons diu el cronista Teòfanes el Confessor a causa de mals consellers, però probablement el motiu era el punt 3 del tractat entre l'Imperi Romà d'Orient i Bulgària del 716 que establia que "Els refugiats [emigrants o desertors] de qualsevol dels dos bàndols s'hauran de rendir si formen part d'un complot contra les autoritats." Aquest apartat havia estat convenient per als romans d'Orient durant el segle viii perquè els emperadors no comptaven amb un ampli suport, en canvi després de la crisi de Bulgària de mitjan segle viii, ja no els era favorable. En resposta a la negativa de pau, els búlgars van assetjar Mesèmbria (actual Nessebar). Tenien un enginyer àrab que els va construir unes magnífiques màquines per l'assalt i aviat van fer seva la ciutat, on van trobar una gran quantitat d'or i plata i, a més, 36 sifons de coure emprats per llançar el foc grec.

## Els preparatius per la batalla

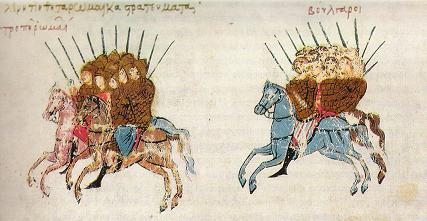
Els romans d'Orient van sortir amb gran pompa de Constantinoble.

Malgrat la pèrdua de Mesèmbria, els romans d'Orient no desitjaven fer un acord de pau. Durant l'hivern del 812-813 el kan Krum va posar en marxa els preparatius per fer un atac, mentre que Miquel I es preparava per a la defensa. El febrer del 813 els búlgars van fer algunes incursions ràpides per Tràcia recollint informació i ràpidament es van retirar. Aquestes retirades van ser considerades pels romans d'Orient com a victòries portades per la "providència divina" i els va encoratjar a contraatacar.
Miquel I va aplegar un nombrós exèrcit aplegant soldats procedents de tots els temes de l'imperi, fins i tot de la frontera síria. Degut al descans necessari per tot aquest desplaçament de l'exèrcit, la campanya no es va començar fins al maig, moment en què van sortir de Constantinoble. L'inic de la marxa es va fer entre celebracions i la mateixa emperadriu va acompanyar les tropes fins a la part exterior de la muralla. Es van donar regals als generals al càrrec i es va fer una pregària incitant-los a lluitar pels cristians.

## Batalla
L'exèrcit romà d'Orient va marxar cap al nord i el 4 de maig va haver-hi un eclipsi solar que va espantar els soldats i els va baixar la moral. Van acampar a la rodalia d'Adrianòpolis i saquejar i robar tot el que van trobar, encara que estaven en territori propi. El kan Krum també havia sortit amb les seves tropes en la mateixa direcciói al juny els dos exèrcits havien establert campaments a prop de la petita fortalesa de Versinikia, al nord d'Adrianòpolis. Segons el relat de Joan Escilitzes l'exèrcit romà d'Orient era 10 vegades més nombrós (altres historiadors van escriure que era 20 vegades) que el dels búlgars. Les xifres estan probablement exagerades, però sense dubte els romans d'Orient eren superiors en nombre. En conseqüència els búlgars van prendre una actitud defensiva. Malgrat la superioritat dels romans d'Orient no van prendre la iniciativa, tots dos van mantenir una calma tensa durant 13 dies. Al final els nervis dels comandants romans d'Orient no van passar la prova de coratge i resistència. Alguns estaven ansiosos per iniciar l'atac i el 22 de juny l'estrateg de Macedònia Joan Aplakes es va adreçar a l'emperador i li va dir: "Quant més haurem d'esperar per morir? Jo atacaré primer en nom de Déu i tu tindràs el coratge de seguir-me i la victòria serà nostra perquè som deu vegades més que ells."

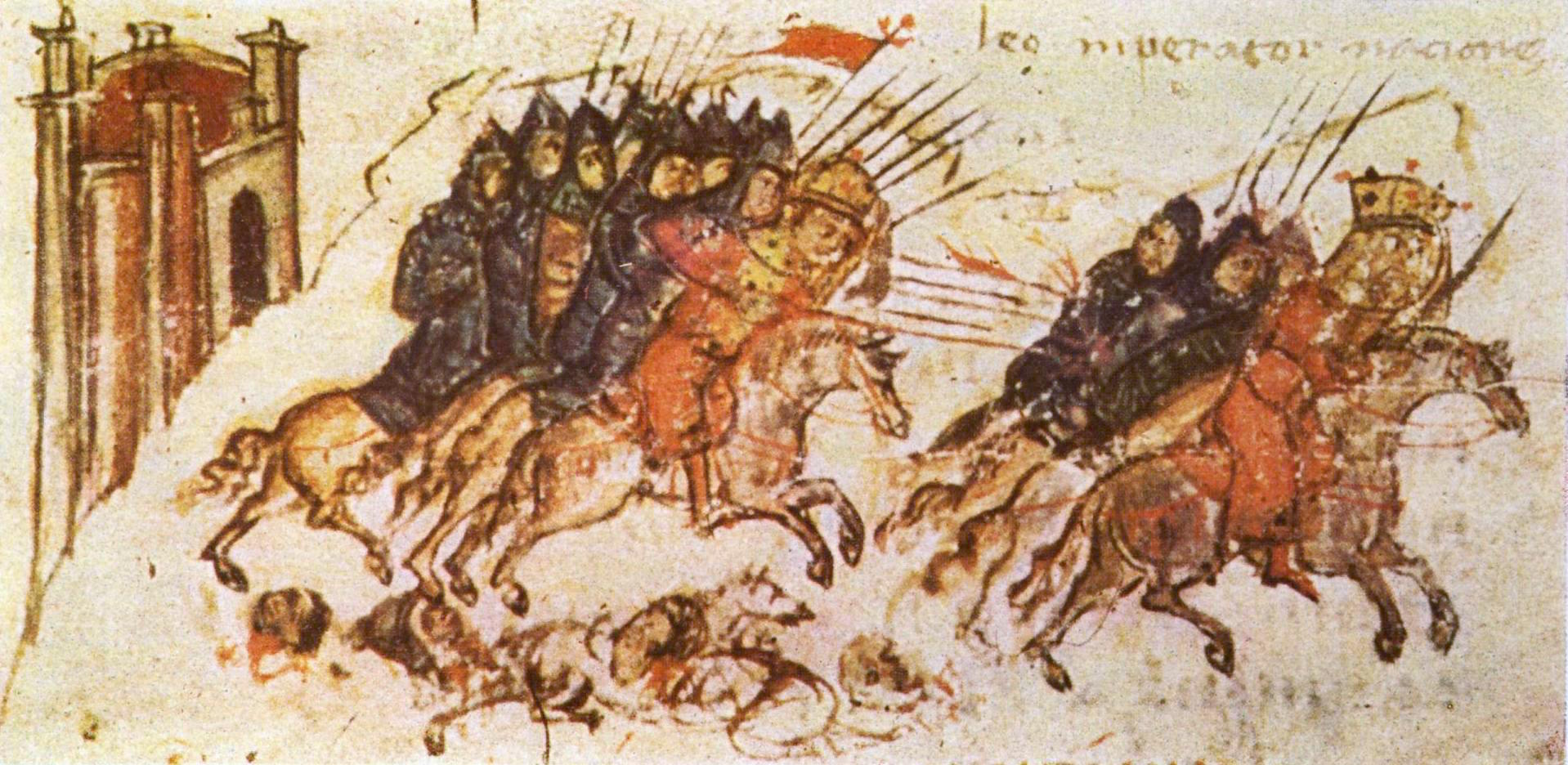
La batalla d'Adrianòpolis en una imatge de la Crònica de Manasses s.XIV.

La batalla no va durar gaire: al matí del mateix dia el batalló d'Aplakes es va llançar contra els enemics i van aconseguir matar-ne alguns, però la majoria dels romans d'Orient estaven tan espantats que no van arribar a entrar en contacte amb els búlgars. Els romans d'Orient no van poder suportar el primer contraatac i quan Krum va avançar amb la cavalleria contra el flanc esquerre dels romans d'Orient, van escapar a corrents. El batalló dels anatolis va ser el primer a fugir i tot seguit la resta de l'exèrcit va marxar a pressa feta. Els soldats d'Aplakes es van quedar sense reforç i la majoria va morir, incloent-hi el seu comandant. L'enfrontament s'havia dut en una vall, per tant tenien bona visibilitat i quan els búlgars van veure la retirada massiva dels contrincants, fins i tot els de les posicions més elevades, van pensar que es tractava d'un parany. De fet, no s'esperaven obtenir la victòria amb tanta facilitat i al començament no els van perseguir. Però quan van tenir la certesa que es tractava d'una fugida causada pel pànic, es van afanyar a anar a buscar-los amb la cavalleria. Molts van morir en la persecució, altres es van amagar en diferents fortaleses que els búlgars van capturar després i uns pocs van poder tornar fins a Constantinoble. Els principals comandants de l'exèrcit romà d'Orient van estar entre els primers a abandonar el camp de batalla, inclòs l'emperador Miquel I Rangabé i el general Lleó l'Armeni. Els búlgars es van apoderar de moltes coses que els romans d'Orient havien deixat, no només armes, també or.
Alguns historiadors romans d'Orient com Josep Genesi i Theophanes Continuatus van culpabilitzar a Lleó l'Armeni com a principal responsable de la derrota, i afirmaven que va ser ell qui va donar l'ordre de retirada a les tropes que encara no havien entrat en combat. Aquest punt de vista ha estat acceptat per molts acadèmics (J.B. Bury, Steven Runciman, George Ostrogorsky, R.J.H. Jenkins, Warren Treadgold, etc.), mentre que altres (Vasil Zlatarski i sobretot historiadors grecs) rebutgen carregar la culpa a Lleó i prefereixen optar per les altres explicacions alternatives que donen Genesi i Theophanes Continuatus.

## Les conseqüències
L'Imperi Romà d'Orient va quedar en una situació pitjor de com estaven i pel que fa als búlgars, la victòria els va permetre obrir-se camí fins a la mateixa capital. Miquel I va ser forçat a abdicar i acabar la resta dels seus dies en un monestir. Lleó l'Armeni va ocupar el tron fins a la seva mort (813-820), escollit per ser de caràcter més enèrgic i impetuós que el seu predecessor. El nou emperador immediatament va prendre mesures per la defensa de Constantinoble, on s'esperava que arribarien els búlgars.
Després de la fugida de les tropes romanes d'Orient encara van quedar algunes fortaleses frontereres en mans dels romans d'Orient, una d'elles la d'Adrianòpolis que fou presa per un setge a càrrec del germà de Krum, mentre que aquest kan anava directament a la capital. El 17 de juliol del 813 ja estaven davant les muralles de Constantinoble i van acampar sense problemes. Davant la mirada dels romans d'Orient, Krum que era a més màxim sacerdot del seu poble, va realitzar un sacrifici al déu búlgar Tangra i després es van dedicar a excavar trinxeres a una distància prudencial. Fet això, Krum va fer un oferiment de pau.
Lleó V va estar d'acord en negociar però va provar d'aprofitar l'ocasió per matar-lo. Mentre anaven a l'encontre els dos dirigents, els romans d'Orient van llançar fletxes que van matar alguns membres de la delegació búlgara, incloent algun dels alts càrrecs.Krum va sortir il·lès però enfurismat per l'actitud traïdora i, com a castic, va fer incendiar totes les esglésies, monestirs i palaus situats fora de les muralles, els captius romans d'Orient van ser travessats amb les espases i les riqueses que van trobar se les van endur al seu país en carros. Després d'això van capturar totes les fortaleses properes a Constantinoble i a la mar de Màrmara. A continuació van penetrar per Tràcia i van devastar la regió. Llavors Krum va tornar a Adrianòpolis per ajudar el seu germà a acabar amb el setge, fent servir ariets. Els búlgars van capturar 10.000 persones i se'ls van endur a l'altra banda del Danubi. Des de Tràcia es van endur més de 50.000 persones. Els búlgars van tornar al seu país per passar l'hivern però amb la intenció de tornar a la primavera per conquerir Constantinoble, no obstant Krum va morir durant els preparatius el 13 d'abril del 814.

## El lloc precís de la batalla
Es desconeix el lloc exacte de la batalla. Segons el cronista Teophanes va ser davant de la fortalesa de Versinikia, que estava a 60 km d'on Miquel I Rangabé havia acampat als afores d'Adrianòpolis. A aquesta distància en direcció nord, es troba la ciutat de Malomirovo i en les proximitats d'aquest nucli de població es va trobar una antiga inscripció en búlgar de l'època del kan Krum. La inscripció fa referència a la divisió de l'exèrcit búlgar durant la campanya del 813: el flanc esquerre dirigit per Irtais, estava concentrat a la costa de la mar Negra, a Anchialus (actual Pomorie) i a Sozòpol, mentre que el flanc dret estava acampar a l'àrea de Beroe (Stara Zagora) sota el comandament de Tuk. El centre, sota la direcció personal de Krum estaria probablement localitzat a l'àrea de l'actual ciutat d'Elhovo, que està molt propera a Malamirovo. És probable que l'exèrcit romà d'Orient estigués posicionat a l'altiplà de Derventski, que està situat en l'actual frontera entre Bulgària i Turquia.